# Phạm Đăng Hưng
Phạm Đăng Hưng (1764–1825), tự Hiệt Củ (có sách ghi là Khiết Củ), là đại thần nhà Nguyễn trong lịch sử Việt Nam.

## Đại thần triều Nguyễn
Phạm Đăng Hưng làm quan cho triều Nguyễn trải qua nhiều chức quan và tước phẩm khác nhau, có lúc bị giáng chức. Ngoài việc là một đại thần trong lục bộ, ông còn là cha vợ của vua Thiệu Trị và cha chồng của công chúa Nguyễn Phúc Vĩnh Trinh.
- Chức quan cao nhất từng nắm giữ khi còn đương chức: Thượng thư Bộ Lễ (hàm chánh nhị phẩm).
- Tước cao nhất được phong: Đức Quốc công.

## Tiểu sử

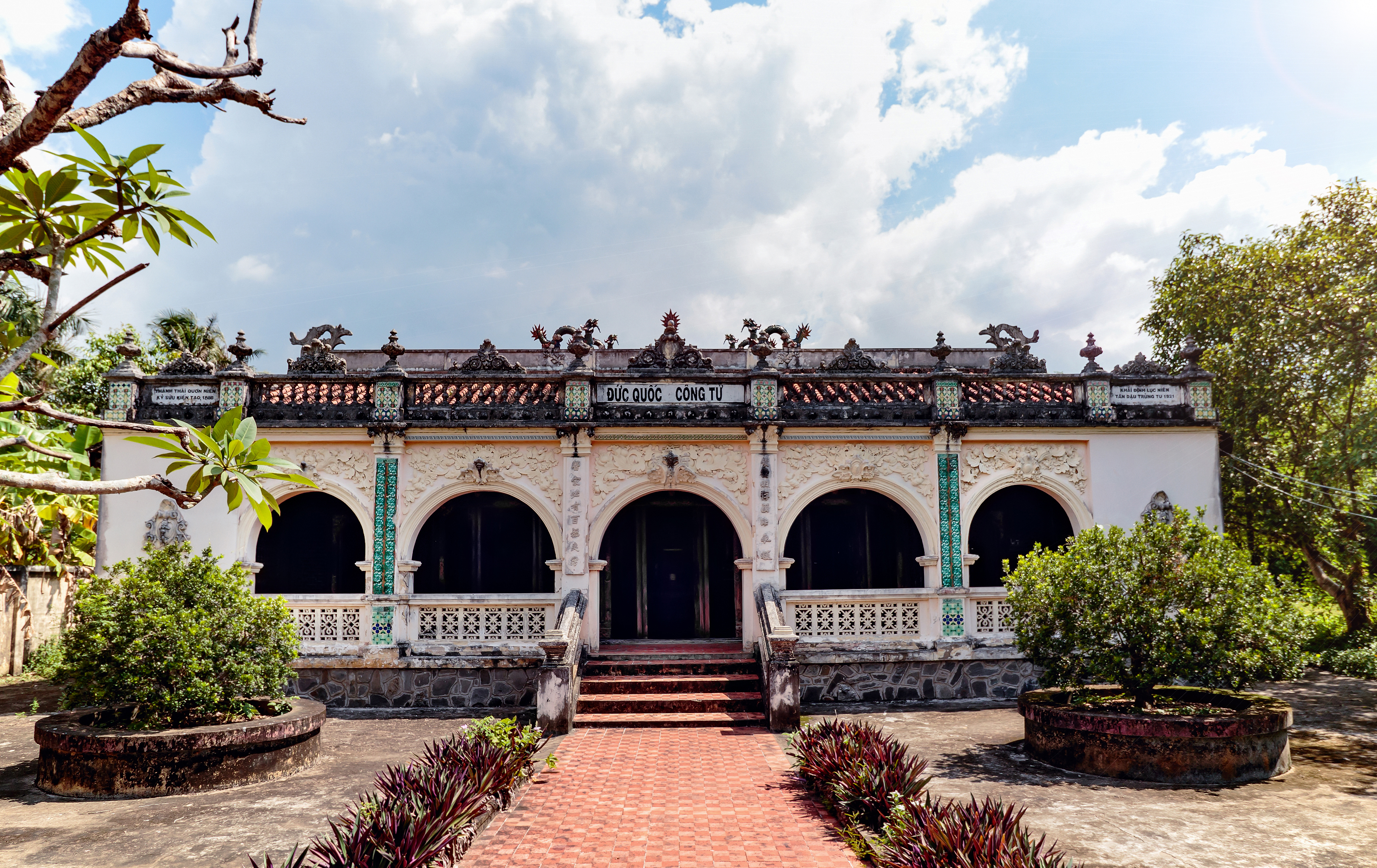
Đức Quốc Công Từ trong khu di tích Lăng Hoàng Gia.

Phạm Đăng Hưng (范登興) là người ở Giồng Sơn Quy, xưa thuộc huyện Tân Hòa, phủ Tân An, tỉnh Gia Định; về sau đổi thuộc tỉnh Gò Công; nay thuộc ấp Lăng Hoàng Gia, phường Long Hưng, thành phố Gò Công, tỉnh Tiền Giang).
Ông là con của ông Phạm Đăng Long và bà Phan Thị Tánh. Năm Bính Thìn (1796), tại Gia Định, ông thi đỗ tam trường, chuẩn bị thi tứ trường thì bị bệnh nên phải trở về quê . Nhưng vì ông nổi tiếng là người có văn tài và hiền đức nên được bổ làm "Lễ sinh nội phủ" thời chúa Nguyễn Phúc Ánh.
Sau ông được thăng làm Tham luận ở Vệ Phấn Võ, đem quân ra đánh nhau với quân Tây Sơn ở Phú Yên. Năm Kỷ Mùi (1799), Phạm Đăng Hưng làm Tham tri bộ Lại, nhưng thường theo quân đội làm Tham mưu. Đến khi chúa Nguyễn Phúc Ánh lên ngôi lấy niên hiệu là Gia Long (1802), ông lần lượt trải chức: Tham tri bộ Lại kiêm Chưởng trưởng đà sự (trông coi đê điều, 1805), Thanh tra Trường thi Hương ở Kinh Bắc (1807), Thượng thư bộ Lễ (1813) kiêm quản Khâm thiên giám (1815).
Năm 1816, ông xin vua lập Xã thương (kho chứa lúa ở các xã) để chẩn cấp cho dân nghèo khi mất mùa, nhưng không được nghe.
Tháng 12 năm Kỷ Mão (1819), vua Gia Long lâm bệnh nặng. ông phụng thảo di chiếu, rồi cùng với Lê Văn Duyệt đồng lo việc tôn phò vua mới.
Năm 1821 đời vua Minh Mạng, sung ông làm Quốc sử quán Phó tổng tài. Cùng năm này, ông bị giáng xuống 2 cấp vì việc mạo tặng bằng sắc ở bộ Lễ. 
Sau lại được bổ làm Học sĩ Viện Hàn lâm, rồi thăng làm Tả tham tri bộ Lại, coi sóc luôn Viện Hàn lâm. Ít lâu sau nữa, ông lại được phục hồi chức cũ ở Quốc sử quán, kiêm Ấn vụ bộ Lại, sung Khâm tu ngọc phổ toản tu (tức coi việc biên soạn gia phả cho nhà vua).
Năm Giáp Thân (1824), ông được phục chức Thượng thư bộ Lễ. Tháng 4 năm Ất Dậu (1825), khi nhà vua đi tuần thú dinh Quảng Nam, ông được cử chức Chưởng quản Kinh thành Huế. Nhưng đến ngày 14 tháng 6 năm này (tức 29 tháng 7 năm 1825) thì ông mất vì bệnh tại Huế, thọ 60 tuổi.
Thương tiếc, vua Minh Mạng thăng Phạm Đăng Hưng hàm Vinh Lộc đại phu, Trụ quốc Hiệp biện đại học sĩ, thụy Trung Nhã.
Đến năm 1849 đời vua Tự Đức (vua gọi ông Hưng là ông ngoại), phong tặng ông là Đặc tấn Vinh lộc đại phu, Thái bảo, Cần chánh điện đại học sĩ, tước Đức Quốc công, được thờ ở miếu Trung hưng công thần và được dự tên trong miếu Hiền lương. Vợ ông (họ Phạm Văn) được phong là Đức quốc nhất phẩm phu nhân, thụy Đoàn từ. Đồng thời, nhà vua cho dựng từ đường thờ vợ chồng ông ở Kim Long (nay thuộc thành phố Huế) và gia tặng cho các đời trước.
Tương truyền, Phạm Đăng Hưng còn được người đương thời gọi là “ông Ba Bị” vì "đi đâu ông cũng mang theo ba bị ngũ cốc để phân phát cho dân nghèo" 
Phạm Đăng Hưng cùng với Tôn Thất Địch nhận lệnh vua biên soạn lại:
Ngọc phả (Gia phả nhà Nguyễn) và phác thảo bộ Đại Nam thực lục.

## Câu chuyện về tấm văn bia
Năm 1857, Vua Tự Đức xuống chỉ cho Hiệp biện Đại học sĩ, Lễ Bộ Thượng thư Phan Thanh Giản và Hình Bộ Thượng Thư Trương Quốc Dụng soạn thảo một bài văn bia ghi công Đức Quốc Công Phạm Đăng Hưng, khắc vào bia đá rồi cho chờ bằng ghe về Gò Công để dựng ở mộ ông. Theo một số sử liệu, trên đường di chuyển vào Nam, tấm bia đã lọt vào tay quân Pháp sau một cuộc đụng độ giữa hai bên. Một chuyện kể khác lưu truyền trong tộc họ Phạm Đăng cho rằng khi về gần đến địa phận Cần Giờ, do sóng to gió lớn, chiếc thuyền chở văn bia bị lật chìm, quân lính không có khả năng vớt lên, sau đó hải quân Pháp đã làm công việc này. Dù gì thi cuối cùng tấm văn bia cũng đã nằm trong tay thực dân Pháp. Ngày 07 tháng 12 năm 1860, trong một cuộc đụng độ giữa lính Pháp với nghĩa quân Việt Nam gần chùa Khải Tường (Sài Gòn), một sĩ quan cao cấp của Pháp là đại úy Barbé bị tử trận và bị quân ta cắt đầu. Các đồng đội của viên sĩ quan này có tấm văn bia trong tay, đã tiện thể biến nó thành mộ bia cho đồng đội họ. Họ khắc chồng lên những dòng chữ Hán các hàng chữ Pháp tạm dịch như sau:
Đây là nơi an nghỉ của Barbé, Đại úy thủy quân lục chiến tử trận trong một cuộc phục kích ngày 07.12.1860
Kỷ niệm của các thân hữu.
Về sau, con đường chạy qua nơi Barbé tử trận được đặt tên là đường Barbé, ngồi chùa Khải Tường nằm ở vị trí bảo tàng chứng tích chiến tranh ngày nay (đường Võ Văn Tần) được người dân quen gọi là chùa Barbé. Cũng theo một số sử liệu, khoảng năm 1867, thực dân Pháp đã cho san phẳng ngôi chùa, có lẽ để xóa sạch vết tích kỷ niệm vệ một trong những tổn thất lớn của họ trong quá trình thuộc địa hóa vùng đất Nam Kỳ. Riêng tấm văn bia có kích thước 220x147cm đã được cắm trên mộ của Barbé tại nghĩa trang Mạc Đỉnh Chi (đường Mạc Đĩnh Chi) từ ấy cho đến ngày giải tỏa nghĩa trang vào năm 1984.
Việc bị Pháp lấy mất tấm văn bia là một tổn thất tinh thần to lớn đối với bà Từ Dụ Thái Hậu và cả hoàng tộc triều Nguyễn lúc bấy giờ. Tuy nhiên theo quy tắc đã định, vua Tự Đức không thể ban tấm văn bia đó lần thứ hai, và việc này đã ám ảnh bà Từ Dụ suốt hơn 30 năm trời. Năm Thành Thái thứ 3 (1891), với tư cách Thái Thái hoàng thái hậu, bà "thỉnh cầu" Tôn Nhơn phủ và triều đình cho khắc một tấm văn bia thứ hai với nội dung y như tấm bia trước, chỉ khác là kích thước nhỏ hơn. Bia đặt ở trước cổng Đức Quốc Công từ (nhà thờ họ Phạm Đăng) tại Kim Long (Huế), trong một bi đình với ba bậc đá thanh cao khoảng 79 cm. Bên phải bi đình, dưới mặt đất, có một bia nhỏ ghi dòng chữ "khuynh cái hạ mã" (đến đây phải thì "nghiêng lọng xuống ngựa" để tỏ lòng thành kính), hiện nay vẫn còn. Năm 1955, Huế bị lụt lớn, do sức nước quá mạnh, bi đình đổ, phần lớn cột kèo trôi theo dòng nước, riêng văn bia vẫn không hề hấn gì. Ngày nay, văn bia đã được tộc họ Phạm Đăng đặt trong sân nhà thờ Đức Quốc Công Phạm Đăng Hưng ở Huế.

## Hành trình xin lại tấm văn bia
Khoảng đầu thập niên 90, nhà văn Lê Nguyễn có đăng một bài viết trên tạp chí Kiến Thức Ngày nay nhắc về lịch sử tấm văn bia và có ghi rằng sau khi giải tỏa nghĩa trang Mạc Đỉnh Chi để biến nó thành công viên Lê Văn Tám, không rõ số phận của văn bia ra sao. Bài viết chẳng phải một phát hiện gì (theo lời của chính nhà văn), vì câu chuyện đã được nhắc tới hồi trước 1975, nhà văn chỉ bổ sung một vài kiến thức lịch sử có liên quan. Song trong con mắt của một người khác thì nó lại quá mới mẻ và bất ngờ. Người đó là ông Phạm Đăng Phùng (P.Đ.P), cháu trực hệ 9 đời của cụ Phạm Đăng Hưng. Đọc bài xong, ông P.Đ.P đã liên hệ với nhà văn Lê Nguyễn và bắt đầu cuộc hành trìn tìm lại tấm văn bia để xin đưa nó về nơi an nghỉ của Đức Quốc Công Phạm Đăng Hưng. Cũng từ đó, nhà văn Lê Nguyễn và ông P.Đ.P đã trở thành đôi bạn vong niên, làm chứng nhận chứng cho những nỗ lực không biết mệt mỏi của một người con, người cháu hiếu đễ thuộc dòng tộc họ Phạm Đăng. Cuối cùng thì công sức đó đã được đền đáp, giữa năm 1998, lãnh đạo Ủy ban Nhân dân và Sở Văn hóa Thông tin thành phố Hồ Chí Minh quyết định bàn giao tấm văn bia trên, đang do Bảo tàng Cách mạng Thành phố Hồ Chí Minh quản lý, cho Sở Văn hóa Thông tin tỉnh Tiền Giang và nơi đây đã tiến hành thủ tục để đưa về Gò Công, đặt tại lăng mộ của chủ nó là Đức Quốc Công Phạm Đăng Hưng. Việc bàn giao được tiến hành trung tuần tháng 07.1998 giữa các đơn vị chức năng của hai địa phương.
Thế là sau đúng 140 năm lưu lạc, văn bia đã chính thức ghi nhận tiểu sử và công lao của một đại thần triều Nguyễn đã trở về đúng nơi mà nó phải về, dù cho có phải mang trên mình "vết thương" là những dòng chữ ngoại lai liên quan đến cái chết của một sĩ quan thực dân Pháp. Đó là một trong những giai thoại độc đáo trong lịch sử đầy biến động của Việt Nam vào thể kỷ 19.

## Lăng Hoàng Gia

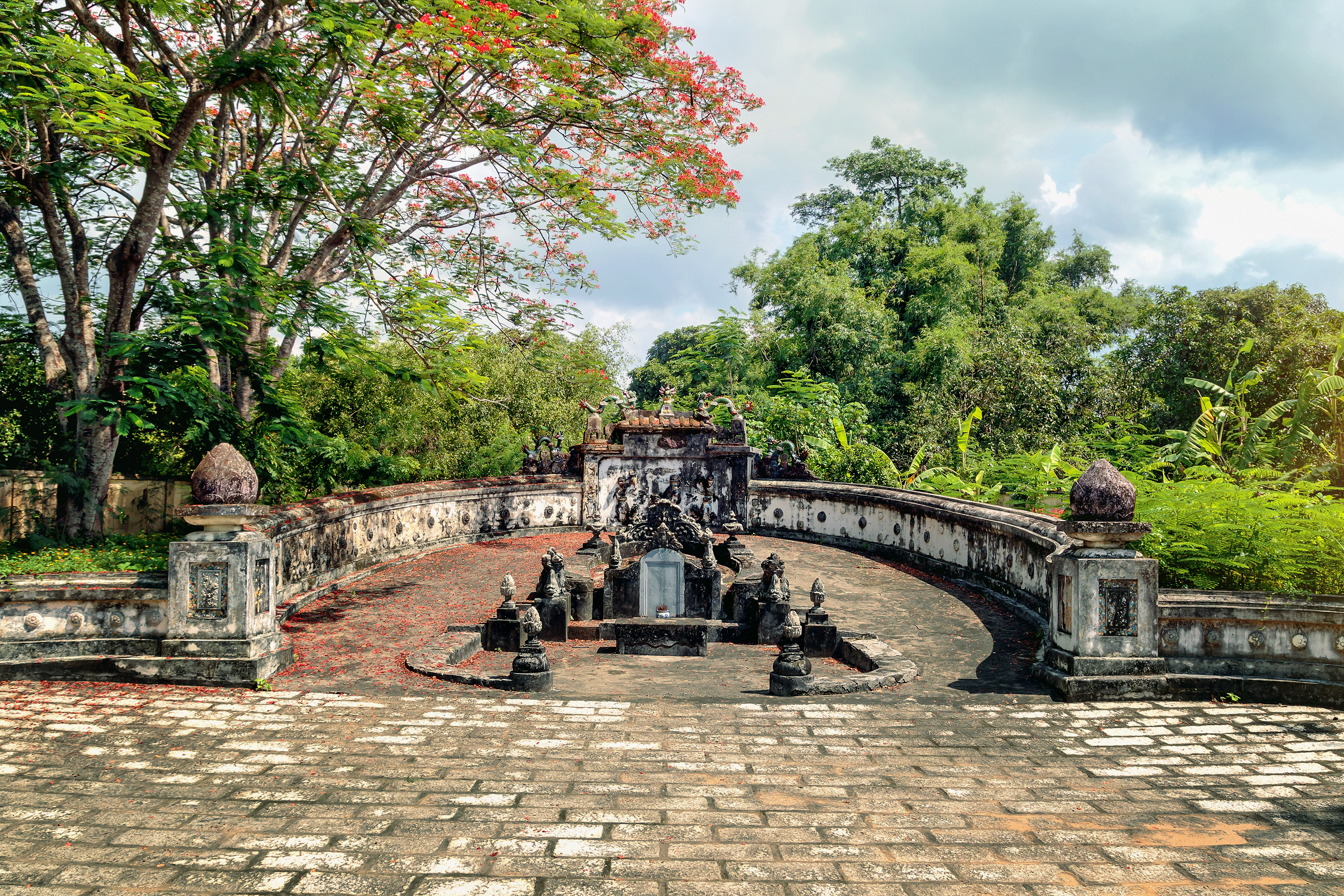
Mộ Phạm Đăng Hưng trong khu di tích Lăng Hoàng Gia ở thị xã Gò Công

Dòng họ Phạm Đăng đã sống lâu đời ở đất Gò Công. Ông Phạm Đăng Khoa là người khai hoang lập nghiệp ở xứ này. Phạm Đăng Hưng là hậu duệ đời thứ năm. Vì là ông ngoại vua Tự Đức, cha của Hoàng thái Hậu Từ Dụ, tước Đức Quốc công, nên sau khi Phạm Đăng Hưng mất, triều đình nhà Nguyễn cho xây dựng tại đây nhà thờ và lăng mộ dòng họ Phạm Đăng.
Tên gọi "lăng Hoàng gia" không biết xuất hiện từ thời điểm nào, vì theo quy định của triều đình, danh từ Hoàng gia chỉ gắn với nội tộc, không được gọi với ngoại tộc. Nhưng có lẽ, do vị thế của Phạm Đăng Hưng nên người Nam bộ mới gọi khu lăng của ông là "lăng Hoàng gia". Khu di tích có diện tích hàng ngàn mét vuông với phức hợp các công trình kiến trúc: đền thờ, sân vườn, đường nội khu, hồ sen, giếng nước, lăng mộ... xây dựng vào nhiều thời điểm khác nhau từ đầu thế kỷ 19 đến đầu thế kỷ 20.
Đền thờ Phạm Đăng Hưng được vua Thành Thái xây dựng vào năm 1888, trùng tu tôn tạo vào năm 1921 dưới thời vua Khải Định với những đặc điểm kiến trúc và trang trí nội thất cũng như bài trí đồ tế tự mang tính cung đình. Đây là một công trình kiến trúc hiếm có ở Nam bộ với các đồ án hoa văn trang trí rồng phụng, hoa lá hóa rồng, bát bảo, tứ quý..., có kỹ thuật chạm trổ tinh xảo, sơn son thiếp vàng mang phong cách hoàng gia.
Tiêu biểu trong quần thể di tích là kiến trúc lăng mộ Phạm Đăng Hưng. Dấu tích còn lại đến nay cho thấy kiến trúc khu lăng mộ được xây bằng hợp chất với nhiều lớp thời gian khác nhau, trong đó đáng chú ý là những viên gạch thẻ xây ở khu vực giếng nước có các ký hiệu của các xưởng gạch triều đình giai đoạn đầu thế kỷ 19 như Đinh nhị, Giáp tam...
Hiện tại kiến trúc lăng Phạm Đăng Hưng nhìn về hướng bắc, mặt bằng kiến trúc có dạng hình thuẫn, cao dần từ ngoài sân tế vào trong bình phong hậu, kích thước tổng thể rộng ngang 19 m, dài sâu 26 m, cao nhất (bình phong hậu) so với cốt nền là 4 m. Kết cấu kiến trúc từ ngoài vào trong gồm: trụ biểu hai bên, sân tế, nhà bia tả hữu, khu cửa lăng, nhang án, bia mộ, nấm mộ, bình phong hậu Toàn bộ khu kiến trúc khu lăng được bao quanh bởi hai lớp tường thành kết hợp với các trụ biểu. Nhiều đồ án hoa văn bằng chất liệu hợp chất đề cá hóa rồng, ngũ quả, lá nho, đèn lồng, đài hoa… mang những đặc điểm điển hình trong trang trí mỹ thuật thời Nguyễn giai đoạn đầu thế kỷ 20 chịu ảnh hưởng của phương Tây đã từng gặp trên lăng Khải Định ở Huế.
Điều đặc biệt là nấm mộ Thượng thư có dạng gò cao, hình bát giác, như một lá sen lớn úp xuống. Tương truyền khi an táng, ông được an vị trong tư thế ngồi. Trước nấm mộ dựng một tấm bia được lập vào năm Minh Mệnh thứ 6 (1825), "do các con trai là Tá và Tuấn cùng dâng kính thờ tự".
Đặc biệt nơi đây có đến hai nhà bia ghi lại công trạng của Phạm Đăng Hưng, với lý do sau:
- Nhà Bia phía bên phải được làm bằng đá cẩm thạch trắng (đá Ngũ Hành Sơn ở Đà Nẵng) có khắc bi văn do Phan Thanh Giản soạn năm 1858. Nhưng khi di chuyển từ Huế vào đến Sài Gòn thì bị quân Pháp lấy làm mộ bia cho Đại úy Barbé vừa bị nghĩa quân Trương Định chém chết 1860. Năm 1998, tấm bia này đã được chuyển về đây. Tính ra tấm bia đá mang tên hai người chết một Pháp một Việt này đã luân lạc đúng 140 năm (1858-1998).
- Nhà bia phía bên trái dựng tấm bia bằng đá hoa cương (đá Ganis) do vua Thành Thái sai làm năm 1899, sau khi tấm bia đầu đã bị quân Pháp chiếm đoạt. Nội dung tấm bia này giống y tấm bia trước.

Năm 1992, Lăng Hoàng Gia được Bộ Văn hóa-Thông tin (nay là Bộ văn hóa, Thể thao và Du lịch) công nhận di tích cấp Quốc gia

## Gia đình
- Vợ Phạm Thị Du (1768-1821) Chánh Thất, sinh được 2 trai, 1 gái:

Phạm Đăng Tuấn (1784-1839)
Phạm Đăng Tá (1807-1836)
Phạm Thị Hằng (1810-1901) tức Thái Hoàng Thái Hậu Từ Dụ
- Vợ Nguyễn Thị Hữu, kế thất, sinh được 1 gái:

Phạm Thị Thuận (1794-1870)
- Vợ Trần Thị Đình, kế thất 3, sinh được 2 trai, 1 gái:

Phạm Đăng Chánh
Phạm Đăng Đáng
Phạm Thị Thiều 
- Vợ Trần Thị Hữu, kế thất 4, sinh được 2 trai, 1 gái:

Phạm Đăng Thiệu
Phạm Đăng Thuật, phò mã, chồng của công chúa Nguyễn Phúc Vĩnh Trinh (con gái thứ 18 của Minh Mạng)
Phạm Thị Nga

## Tôn vinh
Trước năm 1975, tại thị xã Gò Công thuộc tỉnh Gò Công cũ (nay là tỉnh Tiền Giang), tên ông được đặt cho một đại lộ lớn ở đối diện chợ Gò Công cũ: đại lộ Phạm Đăng Hưng. Sau năm 1975, đại lộ này đã bị đổi tên thành đường Trương Định cho đến ngày nay. Tuy nhiên, hiện nay tại đây cũng có đường Phạm Đăng Hưng là đường huyện 97 gần UBND Phường Long Hưng nối từ đường Từ Dũ (con gái của ông) đến đường Mạc Văn Thành.

## Sách tham khảo chính
- Quốc sử quán triều Nguyễn, Quốc triều sử toát yếu (bản dịch). Nhà xuất bản Văn học, 2002.
- Huỳnh Minh, Gò Công xưa. Nhà xuất bản Thanh niên tái bản năm 2001.
- Nguyễn Q. Thắng - Nguyễn Bá Thế, Từ điển nhân vật lịch sử Việt Nam. Nhà xuất bản Khoa học xã hội, Hà Nội, 1992.
- Trịnh Vân Thanh, Thành ngữ điển tích danh nhân từ điển (Quyển 2). Nhà xuất bản Hồn thiêng, Sài Gòn, 1966.
- Lê Nguyễn, Mấy mẫu chuyện về tấm văn bia của Đức Quốc Công Phạm Đăng Hưng (01.08.2014)